# Claudio Scajola
Claudio Scajola (ur. 15 stycznia 1948 w Imperii) – włoski polityk, minister w rządach Silvia Berlusconiego i parlamentarzysta.

## Życiorys
Ukończył studia prawnicze na Università degli Studi di Genova. Jako polityk działał w Chrześcijańskiej Demokracji. W latach 1982–1983 i 1990–1995 był burmistrzem rodzinnej Imperii. W 1995, po rozpadzie chadecji, wstąpił do partii Forza Italia założonej przez Silvia Berlusconiego. Od 1996 do 2001 i ponownie w 2003 był krajowym koordynatorem tego ugrupowania.
Od 1996 do 2013 nieprzerwanie zasiadał w parlamencie, sprawując mandat posła do Izby Deputowanych XIII, XIV, XV i XVI kadencji. W 2001 po raz pierwszy wszedł w skład Rady Ministrów, obejmując stanowisko ministra spraw wewnętrznych w drugim rządzie Silvia Berlusconiego. W połowie 2002, po zamordowaniu przez terrorystów z organizacji Czerwone Brygady doradcy ministra pracy Marca Biagiego, polityk nazwał go m.in. „upierdliwym facetem”. Na skutek krytyki po tej wypowiedzi podał się do dymisji.
Do rządu wrócił już jednak w następnym roku jako minister do spraw aktywowania programu rządowego, zaś w latach 2005–2006 był ministrem ds. działalności produkcyjnej. Po zwycięstwie przez Lud Wolności i koalicjantów przedterminowych wyborów w 2008, w czwartym rządzie Silvia Berlusconiego ponownie objął kierownictwo resortu rozwoju gospodarczego. Odwołany 4 maja 2010 po publikacjach prasowych dotyczących przyjmowania przez niego pieniędzy od deweloperów.
W 2014 był przez pewien czas tymczasowo aresztowany w związku z zarzutem ułatwienia ucieczki byłego parlamentarzysty Amedeo Mataceny, oskarżonego o członkostwo w organizacji przestępczej. W sprawie tej w 2020 został skazany na karę 2 lat pozbawienia wolności. W 2018 jako kandydat niezależny wygrał wybory na burmistrza Imperii (reelekcja w 2023).